# P-04A
docomo SMART series P-04A（ドコモ スマート シリーズ ピー ゼロ よん エー）は、パナソニック モバイルコミュニケーションズによって開発された、NTTドコモの第三世代携帯電話（FOMA）端末である。docomo SMART seriesの端末。
本項ではカメラなしモデルのdocomo SMART series P-05A（ドコモ スマート シリーズ ピー ゼロ ご エー）についても述べる。

## 概要
P706iμの後継機で、スマートシリーズに属する薄型端末。これまでのP705iμ、P706iμの最薄部9.8mmのボディをそのままに、新たにGSMローミングやワンセグ時の「モバイルWスピード」によるフレームレート30fps表示に対応。カメラも顔認識対応の約320万画素に上がり、FOMAハイスピードが下り7.2Mbpsに上がっている。また、同社製のau向け端末で先発のW61Pや同時期に発表されたW62Pに採用されている、キーを数字の形に浮き彫った「レリーフキー」が採用されている。
カメラなしモデルのP-05Aは端末のカラーバリエーションがソリッドブラックの1色のみとなる。カメラが取り払われた跡に「CAMERALESS」と書かれたプレートがはめ込まれている。カメラ起動キーがボイスレコーダー起動キーとなっている他はP-04Aと同じである。
同時発表の新サービスでは、iコンシェルに対応。
SoftBank向けに発売している832P、842Pとは兄弟機種であるため仕様が似ている。
| 主な対応サービス                   | 主な対応サービス                                                    | 主な対応サービス                       | 主な対応サービス                                     |
| ---------------------------------- | ------------------------------------------------------------------- | -------------------------------------- | ---------------------------------------------------- |
| タッチパネル                       | FOMAハイスピード7.2Mbps                                             | Bluetooth                              | DCMX／おサイフケータイ                               |
| iアプリオンライン／地図アプリ      | 直感ゲーム／メガiアプリ                                             | iウィジェット                          | マチキャラ／iコンシェル                              |
| ホームU／ポケットU                 | GPS／ケータイお探し                                                 | デコメール／デコメ絵文字／デコメアニメ | iチャネル                                            |
| 着もじ/プッシュトーク              | テレビ電話/キャラ電                                                 | 電話帳お預かりサービス                 | フルブラウザ                                         |
| おまかせロック／バイオ認証         | 外部メモリーへiモードコンテンツ移行／ユーザーデータ一括バックアップ | トルカ                                 | iC通信／iCお引越しサービス                           |
| きせかえツール／ダイレクトメニュー | バーコードリーダ／名刺リーダ                                        | 2in1                                   | エリアメール／ソフトウェアーアップデート自動更新     |
| GSM／3Gローミング（WORLD WING）    | 着うたフル／うた・ホーダイ                                          | Music&Videoチャネル／ビデオクリップ    | デジタルオーディオプレーヤー(WMA)(AAC)(SDオーディオ) |

1. ↑  ボイスレコーダー機能自体はP-04Aにも搭載されており、LifeKitから起動する。
2. ↑  「しゃべる」のみ対応
3. ↑  P-05Aの場合、相手には代替画像が送られる。
4. ↑  P-04Aのみ対応
5. ↑  BモードのメールはWebメールとなる。

## プリインストールiアプリ
- ケータイTOOL<GLOBAL>
- ズーキーパーDX Ver.P
- Gガイド番組表リモコン
- iD設定アプリ
- DCMXクレジットアプリ
- 楽オク出品アプリ
- 地図アプリ
- iアプリバンキング
- モバイルGoogleマップ
- マクドナルド トクするアプリ
- モバイルSuica登録用iアプリ
- iアバターメーカー
- FOMA通信環境確認アプリ

## ワンセグ機能
- EPG（録画予約も可）
- 字幕放送

## 歴史
P-04A
- 2008年10月15日- 電気通信端末機器審査協会（JATE）通過
- 2008年11月4日 - 技術基準適合証明（TELEC）通過
- 2008年11月5日 - F-01A・F-02A・F-03A・F-04A・N-01A・N-02A・N-03A・N-04A・P-01A・P-02A・P-03A・P-04A・P-05A・SH-01A・SH-02A・SH-03A・SH-04A・L-01A・HT-01A・HT-02A・Nokia E71・BlackBerry Boldの開発を発表。
- 2009年1月13日 - 連邦通信委員会（FCC）通過
- 2009年2月10日 - 発売開始

P-05A
- 2008年11月10日- 電気通信端末機器審査協会（JATE）通過
- 2008年11月5日 - 技術基準適合証明（TELEC）通過
- 2008年11月5日 - F-01A・F-02A・F-03A・F-04A・N-01A・N-02A・N-03A・N-04A・P-01A・P-02A・[-03A・P-04A・P-05A・SH-01A・SH-02A・SH-03A・SH-04A・L-01A・HT-01A・HT-02A・Nokia E71・BlackBerry Boldの開発を発表。
- 2009年2月27日 - 発売開始

## 不具合
2009年10月8日に以下の不具合の修正がソフトウェアの更新でなされた。
- メール本文の文字の一部が太く表示される場合がある

2010年2月4日に以下の不具合の修正がソフトウェアの更新でなされた。
- 特定の操作を行うとiモーションの再生ができなくなる場合がある。
- 海外（GSMエリア）でエリア内でも圏外状態のままとなる場合がある。

2011年5月26日に以下の不具合の修正がソフトウェアの更新でなされた。
- フォントサイズを変更すると、絵文字の色指定が有効にならない場合がある。

本体の外装パネルがステンレスの為、塗膜の密着度が低く通常使用で剥がれ等の症状が出る事がある。特に初期ロットに多い。